# 達赫拉-黃金谷地大區
達赫拉-黃金谷地大區（阿拉伯语：‎）是摩洛哥的一個大區，位於領土爭議的西撒哈拉南部，西臨大西洋。面積50,880平方公里。2004年人口99,367人。首府達赫拉。
下轄两省一市。
- 黃金谷地省（達赫拉市）
- 奧塞爾德省